# Battaglia di Yaguachi
La battaglia di Yaguachi, o battaglia di Cone, fu uno scontro militare avvenuto il 19 agosto 1821 nell'ambito della guerra di indipendenza dell'Ecuador, parte delle guerre d'indipendenza ispanoamericane, tra truppe indipendentiste composte da soldati di Guayaquil e rinforzi grancolombiani, e truppe realiste inviate da Melchor Aymerich, che tentava di riconquistare Guayaquil dopo l'indipendenza di quest'ultima ottenuta l'anno precedente.
La battaglia ebbe luogo nei pressi di Yaguachi nella provincia del Guayas, in Ecuador, e vide la vittoria dell'esercito indipendentista capeggiato dal generale Antonio José de Sucre sull'esercito realista guidato dal colonnello Francisco González, che consolidò l'indipendenza della Provincia Libera di Guayaquil.